# Filip Petrov
Filip Petrov (in macedone Филип Пeтpoв?; Skopje, 23 febbraio 1989) è un ex calciatore macedone, di ruolo attaccante.

## Biografia
Anche suo padre Mirko è stato un calciatore professionista.

## Carriera

### Club
Ha giocato nella prima divisione dei campionati macedone e serbo.

### Nazionale
Ha giocato nelle nazionali giovanili macedoni Under-17, Under-19 ed Under-21.

## Palmarès

### Club

#### Competizioni nazionali
- Coppa di Macedonia: 1

Vardar: 2006-2007